# Magnolia patungensis
Magnolia patungensis là một loài thực vật có hoa trong họ Magnoliaceae. Loài này được (Hu) ined. mô tả khoa học đầu tiên.